# Агафониха (Московская область)
Агафониха — деревня в Дмитровском районе Московской области, в составе Сельского поселения Габовское. До 2006 года Агафониха входила в состав Габовского сельского округа.

## Расположение
Деревня расположена на крайнем юге района, на границе с Солнечногорским, примерно в 30 км на юг от Дмитрова, на восточном берегу озера Круглое, высота центра над уровнем моря 209 м. Ближайшие населённые пункты — посёлок совхоза «Останкино» на востоке и Рыбаки на северо-западе.

## Население
| 2006 | 2010 |
| ---- | ---- |
| 0    | ↗18  |

## Спорт
В деревне расположен бассейн, в котором проходят всероссийские соревнования по синхронному плаванию.